# Lachapelle (Meurthe i Mozela)
Lachapelle – miejscowość i gmina we Francji, w regionie Grand Est, w departamencie Meurthe i Mozela.
Według danych na rok 1990 gminę zamieszkiwały 204 osoby, a gęstość zaludnienia wynosiła 20 osób/km² (wśród 2335 gmin Lotaryngii Lachapelle plasuje się na 841. miejscu pod względem liczby ludności, natomiast pod względem powierzchni na miejscu 590.).

## Populacja

Populacja Lachapelle w latach 1962–2008